# Uk Feminista
Uk Feminista est un mouvement féministe britannique, fondé en 2010 par Kat Banyard.